# 261 (عدد)
261 هو عدد صحيح طبيعي بين 260 و262

## في الرياضيات

### خصائص
- 261 عدد فردي
- 261 عدد ناقص
- 261 عدد مضلعي (9 أضلاع-19 أضلاع-88 أضلاع-...)